# Gediminassäulen

Gediminassäulen

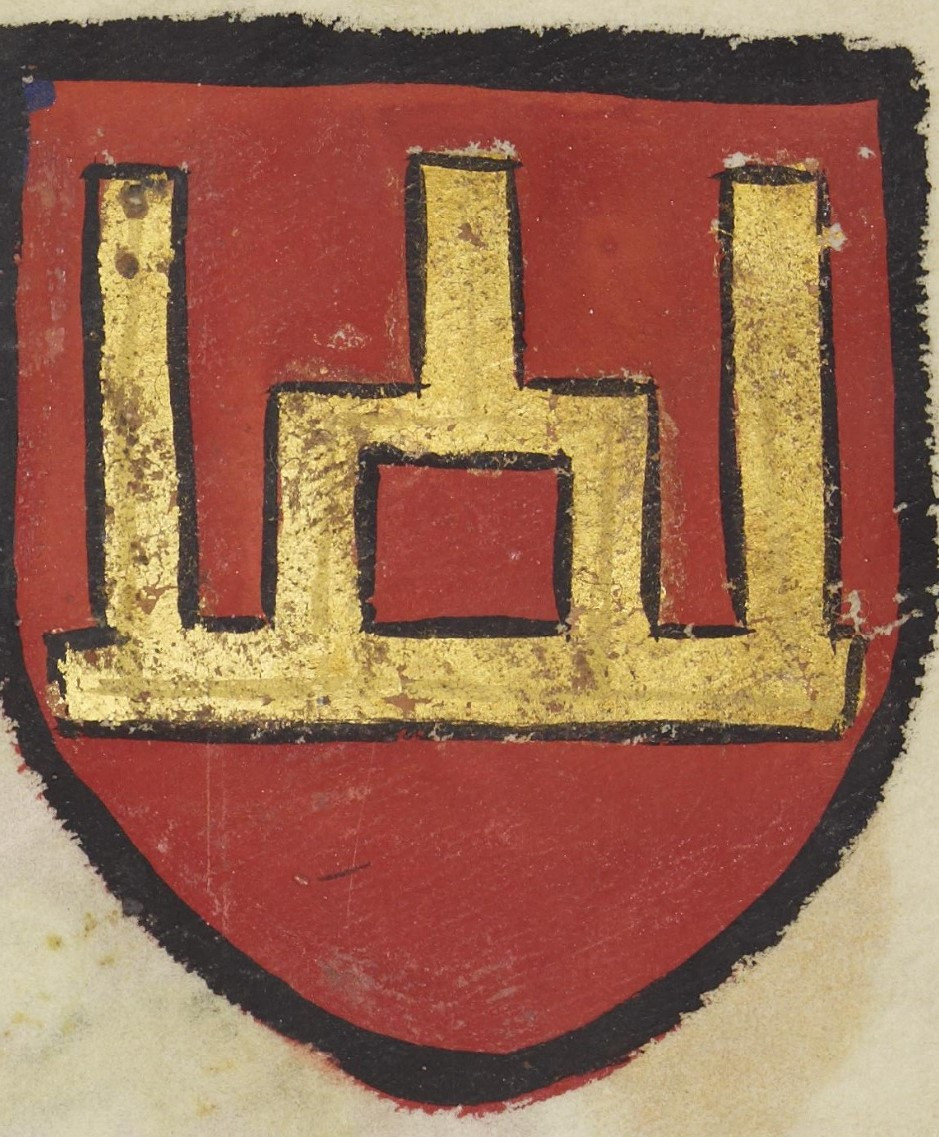
Säulen von Gediminas, wie sie 1416 von einem portugiesischen Herold im Konzil von Konstanz in ein Wappen gezeichnet wurden

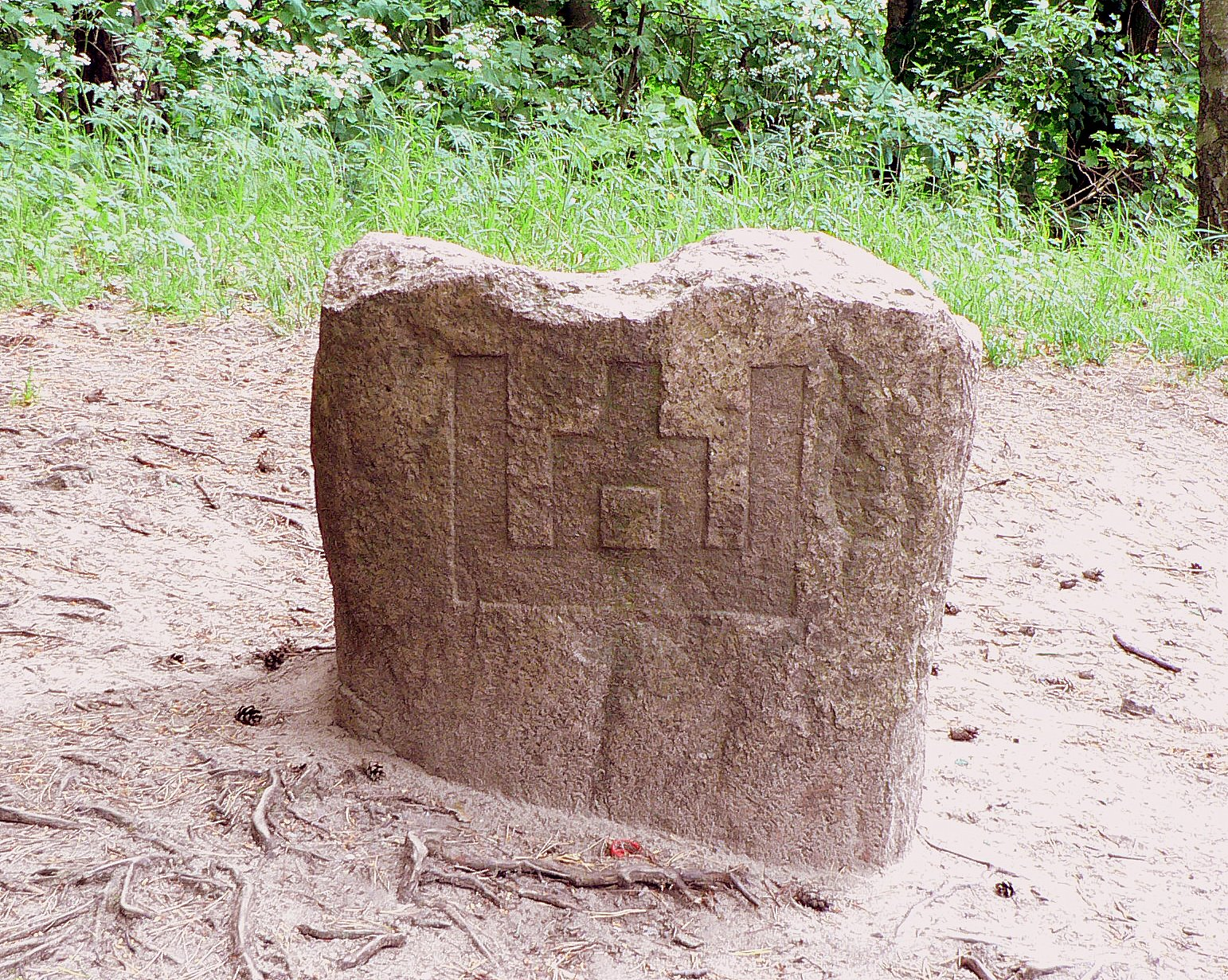
Eingravierte Gediminassäulen an einem Stein am Rambynas-Hügel

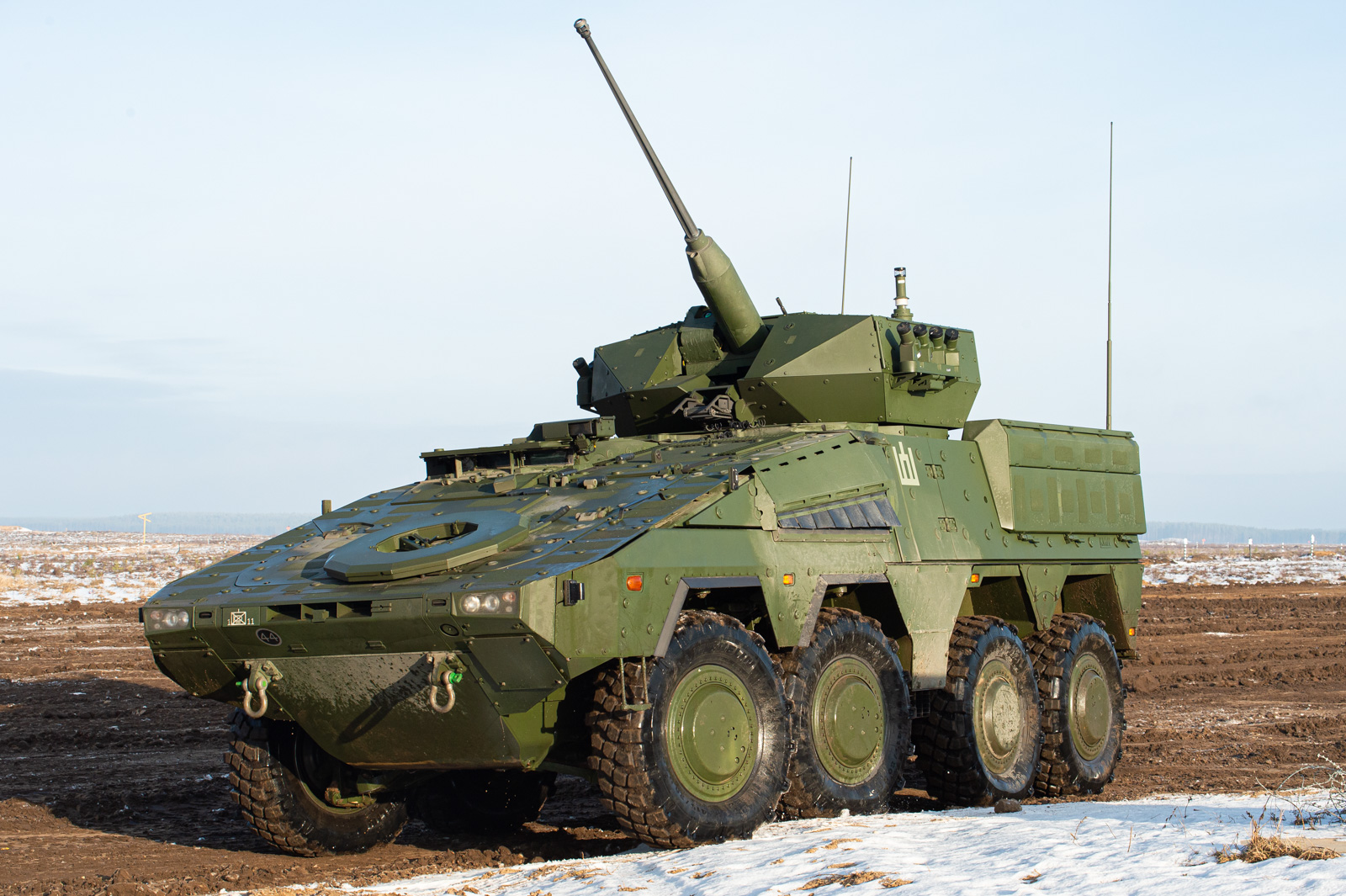
Ein gepanzertes Vilkas-Kampffahrzeug (litauische Variante von GTK Boxer) mit den Säulen von Gediminas

Die Gediminassäulen oder Säulen des Gediminas (litauisch Gediminaičių stulpai; belarussisch Калюмны) sind ein Symbol des Großfürstentums Litauen, das eine weiße, stilisierte Burg auf rotem Grund zeigt.

## Geschichte
Die Gediminassäulen waren das Wappen der Dynastie der Gediminiden. Ab 1397 waren sie die persönlichen Insignien von Großfürst Vytautas.
Laut der Chronik von Jan Długosz sollen bei der Schlacht bei Tannenberg zehn Regimenter, die vorwiegend aus Trakai stammten, die Säulen des Gediminas als Feldzeichen geführt haben.
Nach der Unabhängigkeitserklärung Litauens im Jahr 1918 entwickelte eine Kommission die neue Staats- und Präsidentenflagge, die auf der Vorderseite den Vytis und auf der Rückseite die Gediminassäulen zeigte.

## Bemerkungen
Gediminassäulen wurden auch als Wasserzeichen im Papier litauischer Briefmarken (z. B. Ausgabe "Dem litauischen Kind" vom 23. Juli 1932 mit Wasserzeichen 7) und auf Briefmarken selber (z. B. Freimarken, Litauen ab 5. Juni 1934) verwendet.